# القمة الخليجية 1991 (الكويت)
قمة مجلس التعاون الخليجي 1991 أو القمة الخليجية 12  هي قمة قادة دول مجلس التعاون لدول الخليج العربية عقدت في يوم الأربعاء 25 ديسمبر 1991 دولة الكويت برئاسة أمير دولة الكويت الشيخ جابر الأحمد الجابر الصباح.

## القادة المشاركين

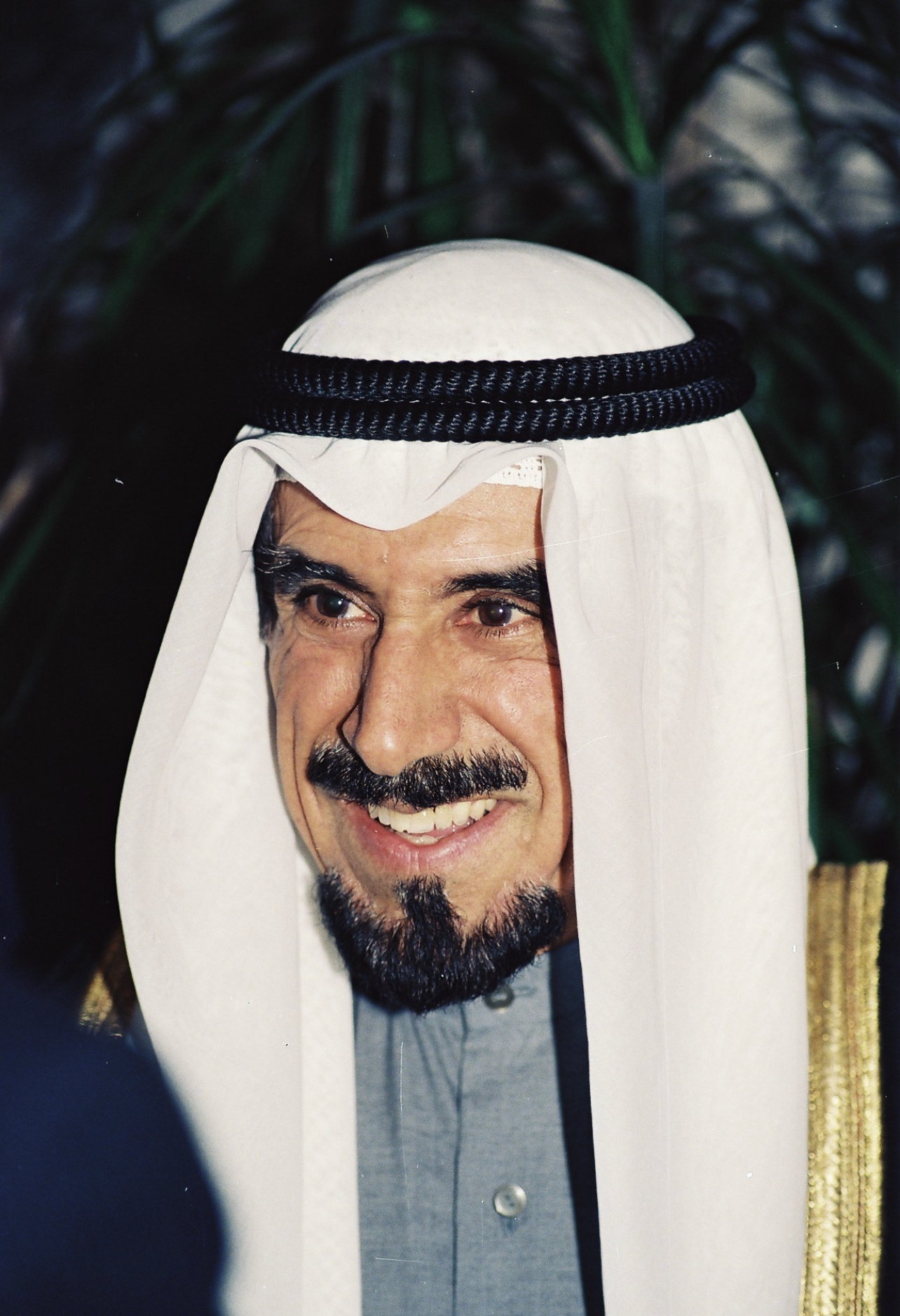
الكويت الشيخ جابر الأحمد الجابر الصباح أمير دولة الكويت (رئيس الإجتماع)
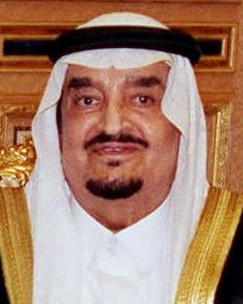
السعودية خادم الحرمين الشريفين الملك فهد بن عبدالعزيز آل سعود ملك المملكة العربية السعودية
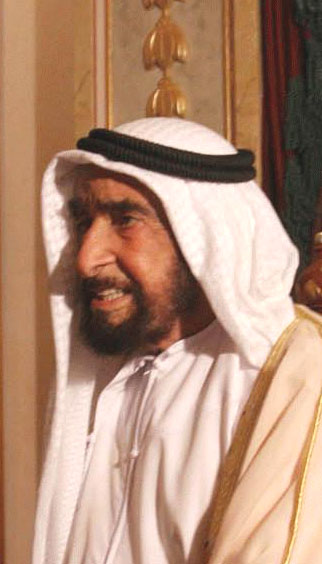
الإمارات العربية المتحدة الشيخ زايد بن سلطان آل نهيان رئيس دولة الإمارات العربية المتحدة
قطر الشيخ خليفة بن حمد آل ثاني أمير دولة قطر
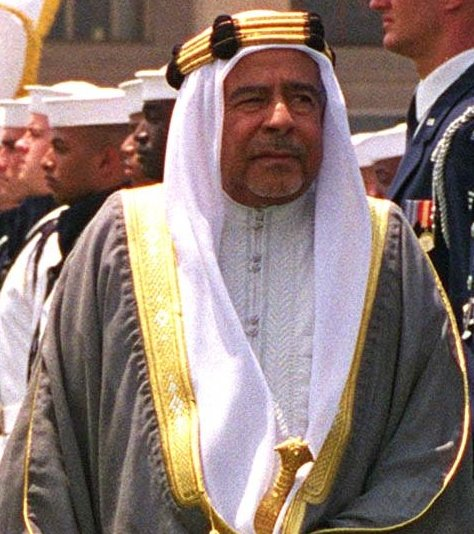
البحرين الشيخ عيسى بن سلمان آل خليفة أمير دولة البحرين
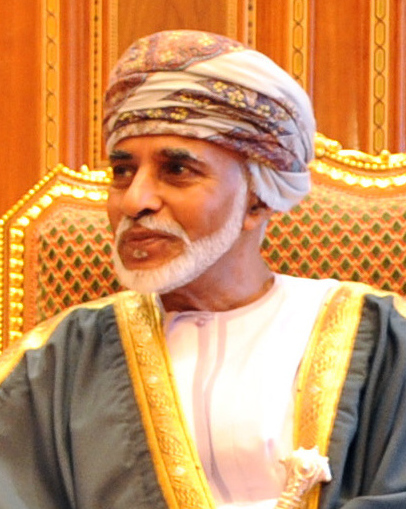
عُمان السلطان قابوس بن سعيد آل سعيد سلطان عمان
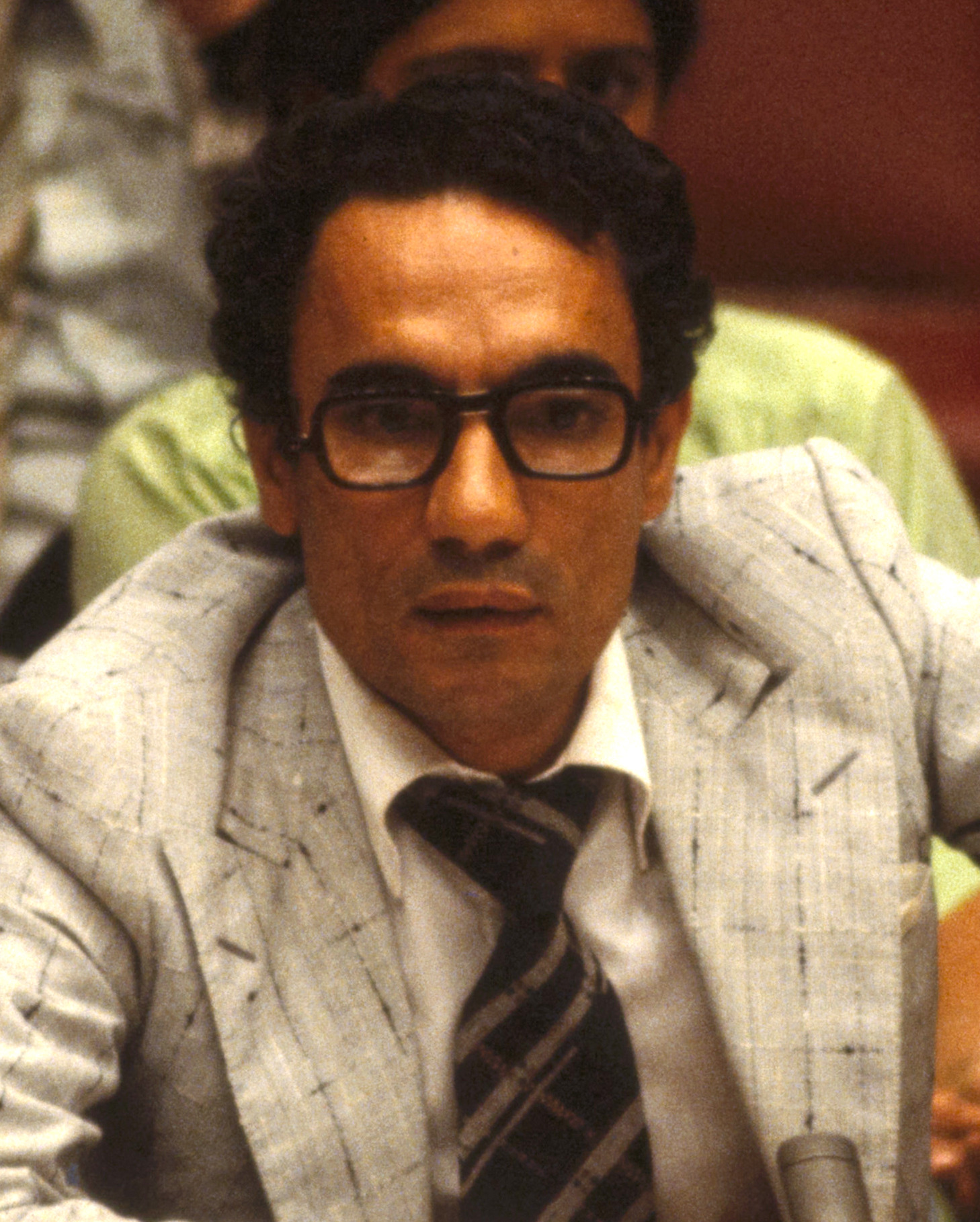
مجلس التعاون الخليجي عبد الله يعقوب بشارة أمين عام مجلس التعاون لدول الخليج العربية